# Peccatrici folli
Peccatrici folli (Susan and God) è un film del 1940 diretto da George Cukor. È ispirato alla commedia omonima di Rachel Crothers (1937).

## Trama
Susan Trexel, ricca signora della buona società, durante un viaggio in Europa, scopre una setta religiosa che predica la fratellanza, la rinuncia ai beni terreni, l'umiltà. Infervorata dall'incontro con un predicatore dallo sguardo allucinato, si mette in testa di compiere una missione: una volta tornata a casa, comincia a fare opera di proselitismo. La scena madre del film si svolge nel salotto di casa Trexel, dove Susan ha riunito rappresentanti di una varia umanità: docili orientali, folli inglesi e un cowboy che imbraccia la chitarra dirigendo un coro sacro. Sempre più coinvolta dal fanatismo, finisce col rovinarsi la vita, causando incomprensioni con il marito e con la figlia sempre più infelice e angosciando tutti quelli che le stanno attorno.

## Il film
Molto prima de Il figlio di Giuda (1960) e di Nashville (1975), Cukor affronta con coraggio e originalità un tema cinematografico inconsueto, quello dell'integralismo religioso. Il film si sofferma sulla satira dei comportamenti fatui e da salotto delle classi agiate e delle signore "bene" che trovano hobby sempre più strani, giocando con i concetti di fraternità o di uguaglianza sociale dall'alto dei loro privilegi.

## Produzione
Peccatrici folli fu tratto da un lavoro teatrale di Rachel Crowthers, che era stato rappresentato con molto successo a Broadway con Gertrude Lawrence come protagonista. Il lavoro, conosciuto anche come The Gay Mrs. Trexel, fu rappresentato anche in Italia nel 1946.
Il film fu prodotto da Hunt Stomberg per la MGM con un budget di 1.103.000 dollari. Venne girato in California, al Los Angeles County Arboretum & Botanic Garden (301 N. Baldwin Avenue) di Arcadia e agli studios della MGM al 10202 di W. Washington Blvd., a Culver City. Le riprese iniziarono il 10 febbraio 1940.
Per il ruolo di protagonista, sorprendendo la critica che si aspettava l'ennesima interpretazione sopra le righe di Katharine Hepburn, Cukor decise di scegliere Joan Crawford. In un ruolo secondario compare una giovane Rita Hayworth, che il regista volle prendere in prestito dalla Columbia, convinto delle sue qualità.

## Distribuzione
Negli Usa incassò 817.000 dollari mentre l'incasso all'estero fu di 1.096.000 dollari.

### Date di uscita
IMDb
- USA	7 giugno 1940
- Portogallo	27 giugno 1941
- Svezia	27 febbraio 1942
- Germania	24 dicembre 1991

Alias
- Susan and God 	USA (titolo originale)
- As Teorias de Susana 	Portogallo
- Peccatrici folli 	Italia
- Susan älskar alla	Svezia
- Susan und der liebe Gott	Germania
- Susana y Dios	Spagna
- Suzanne et ses idées	Francia
- The Gay Mrs. Trexel	UK